# كأس مصر 2005–06
كأس مصر 2005–06 هي النسخة الخامسة والسبعون من البطولة وكان البطل النادي الأهلي والوصيف كان غريمه التقليدي نادي الزمالك .

## النهائي
| 16 يونيو 2006 | الأهلي                     | 3–0     | الزمالك | القاهرة                                     |
|               | متعب 20'، 70' · النحاس 37' | (تقرير) |         | الملعب: ستاد القاهرة الدولي الحضور: 100,000 |